# 江崎エツコ
江崎 エツコ（えざき えつこ、1971年12月7日 - ）は、東京都出身のパーソナリティ。日本大学法学部新聞学科（ジャーナリズム・民法専攻）卒、東京アナウンスアカデミー基礎科修了。主にラジオ番組のパーソナリティ業を中心に活躍。
FM-FUJIの人気長寿番組『SUNSHINE BREEZE』では宅麻仁とのコンビで1997年4月から最終回まで2年間DJを担当した。その後もふくしまFMをはじめラジオ各局や有線ブロードネットワークスの番組などでDJを担当するほか、テレビ番組のリポーター、CM、モデル、イベント司会などでも活躍。
普通自動車、自動二輪、秘書技能検定試験（準一級）、調理師、普通救命（講習修了）といった資格も持っている。

## 担当番組
- SUNSHINE BREEZE（FM-FUJI、1997年4月5日～1999年3月27日）
- MIDNIGHT GIG（ふくしまFM）
- Live-U-Morning（有線ブロードネットワークス）

など